# Cultura de Trialètia
La cultura de Trialètia (en georgià, თრიალეთის კულტურა), també coneguda com a cultura de Trialètia-Vanadzor (Kirovakan), és anomenada així per la regió de Trialètia, Geòrgia. S'atribueix a la fi del tercer i principis del segon mil·lenni aC.
La cultura de Trialètia va sorgir en les àrees de l'anterior cultura de Kura-Araxes.

## Antecedents
L'antiga cultura de Shulaveri-Shomu existia en la zona entre el 6000 i el 4000 aC. Després hi va aparèixer la cultura de Kura-Araxes.
L'etapa de floriment de la cultura de Trialètia va començar a prop del final del tercer mil·lenni aC.

## Els kurgans
En aquell moment, ja hi havia una forta diferenciació social indicada per riques tombes de monticles. Hi ha paral·lelisme amb la cultura kurgan primerenca. Es practicava la incineració i es va introduir la ceràmica pintada. El bronze i l'estany s'hi van convertir en predominants. S'hi poden veure la interconnectivitat geogràfica i els vincles amb altres àrees de l'Orient Pròxim en molts aspectes culturals: per exemple, una caldera que es va trobar a Trialètia és gairebé idèntica a una altra trobada en la tomba IV del cercle de tombes A de Micenes (Grècia).
La cultura de Trialètia no sols mostra una estreta relació amb les cultures altament desenvolupades del món antic, en particular amb la civilització egea, sinó també amb les cultures del sud, com ara, probablement, els sumeris i els seus conqueridors, els accadis.
La ceràmica policroma de Trialètia-Vanadzor pintada de blanc i negre és molt similar a la de les altres zones d'Orient Pròxim. En particular, una ceràmica semblant es coneix com a ceràmica Urmia (el nom del llac Urmia, Iran). A més, la cultura Uzarlik i la cultura Karmirberd-Sevana van produir una ceràmica pareguda.
Al lloc de Trialètia on es va excavar originàriament entre 1936 i 1940 durant la construcció d'una central hidroelèctrica es van descobrir quaranta-sis túmuls. I s'hi descobriren sis túmuls més entre 1959 i 1962.

## Kurgans relacionats
Els kurgans de Martkopi són una mica similars, i són contemporanis als primers kurgans de Trialètia. En conjunt, representen la primera etapa de la cultura dels kurgans primerenca de la Transcaucàsia central.
Aquest període del kurgan primerenc, conegut com a Martkopi-Bedeni, s'ha interpretat com una fase de transició i la primera etapa de l'edat del bronze mitjà.

## Les pràctiques funeràries
La cultura de Trialètia va ser coneguda per la seva particular forma d'enterrament. L'elit era soterrada en grans i riques sepultures davall de monticles de terra i pedra, que de vegades contenien el seus carros de quatre rodes. També s'han trobat molts objectes d'or a les tombes. Aquests objectes d'or són similars als trobats a l'Iran i Iraq. També treballaven l'estany amb arsènic (bronze arsenical).
Aquesta forma d'enterrament en túmul o «kurgan», juntament amb vehicles de rodes, és el mateix que el de la cultura dels kurgans, que s'ha associat amb els parlants del protoindoeuropeu. De fet, la ceràmica brunyida de negre, especialment la trobada als primers kurgans de Trialètia, és semblant a la ceràmica de Kura-Araxes.
En un context històric, la seva impressionant acumulació de riquesa en els enterraments en kurgans, com la d'altres cultures properes associades amb les pràctiques funeràries similars, és particularment notable. Aquesta pràctica va ser probablement resultat de la influència de les civilitzacions més antigues del sud, del Creixent Fèrtil.

## Galeria d'imatges

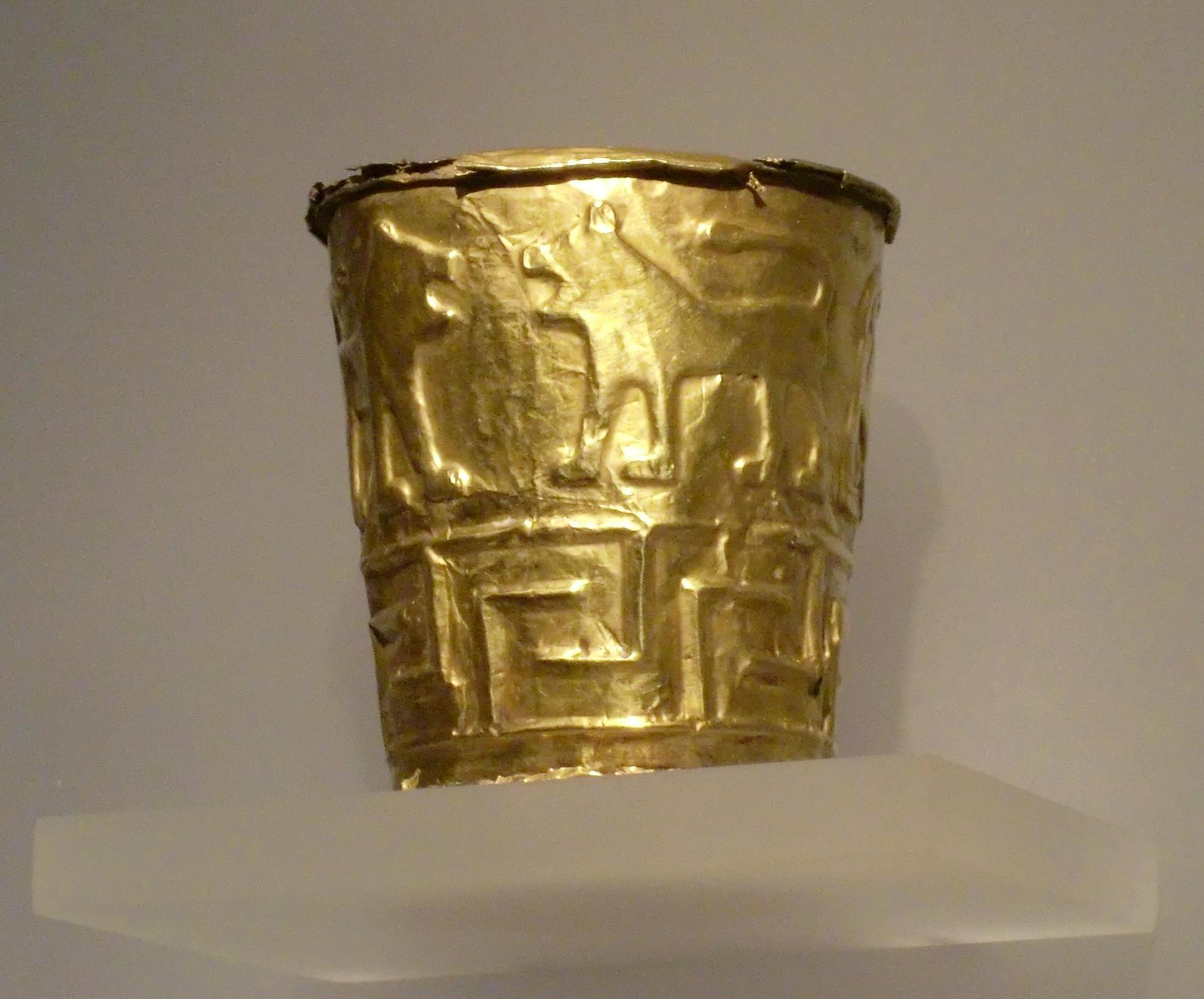
Copa d'or amb lleons, Museu Nacional de Geòrgia
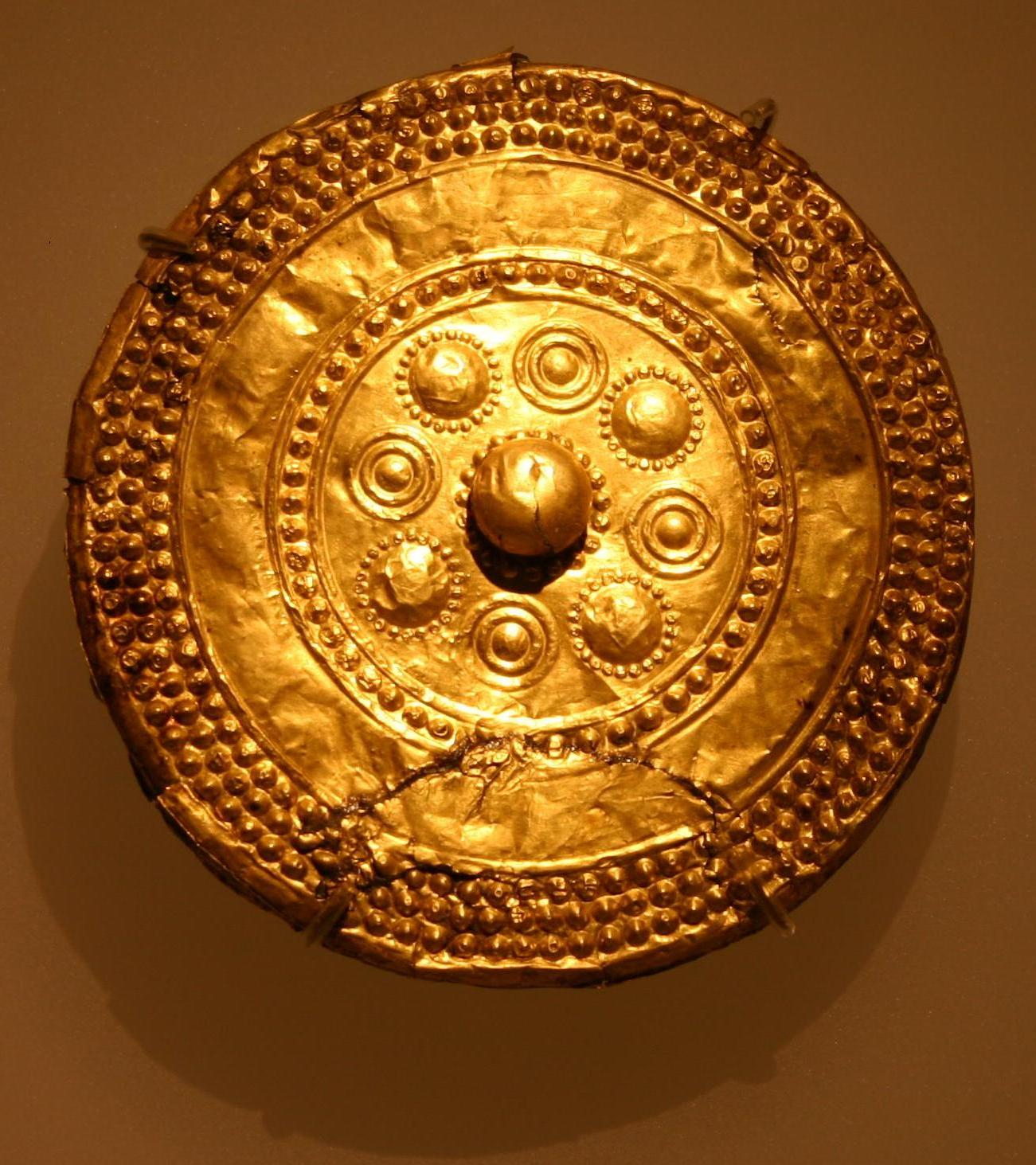
Cercle d'or, Museu Nacional de Geòrgia
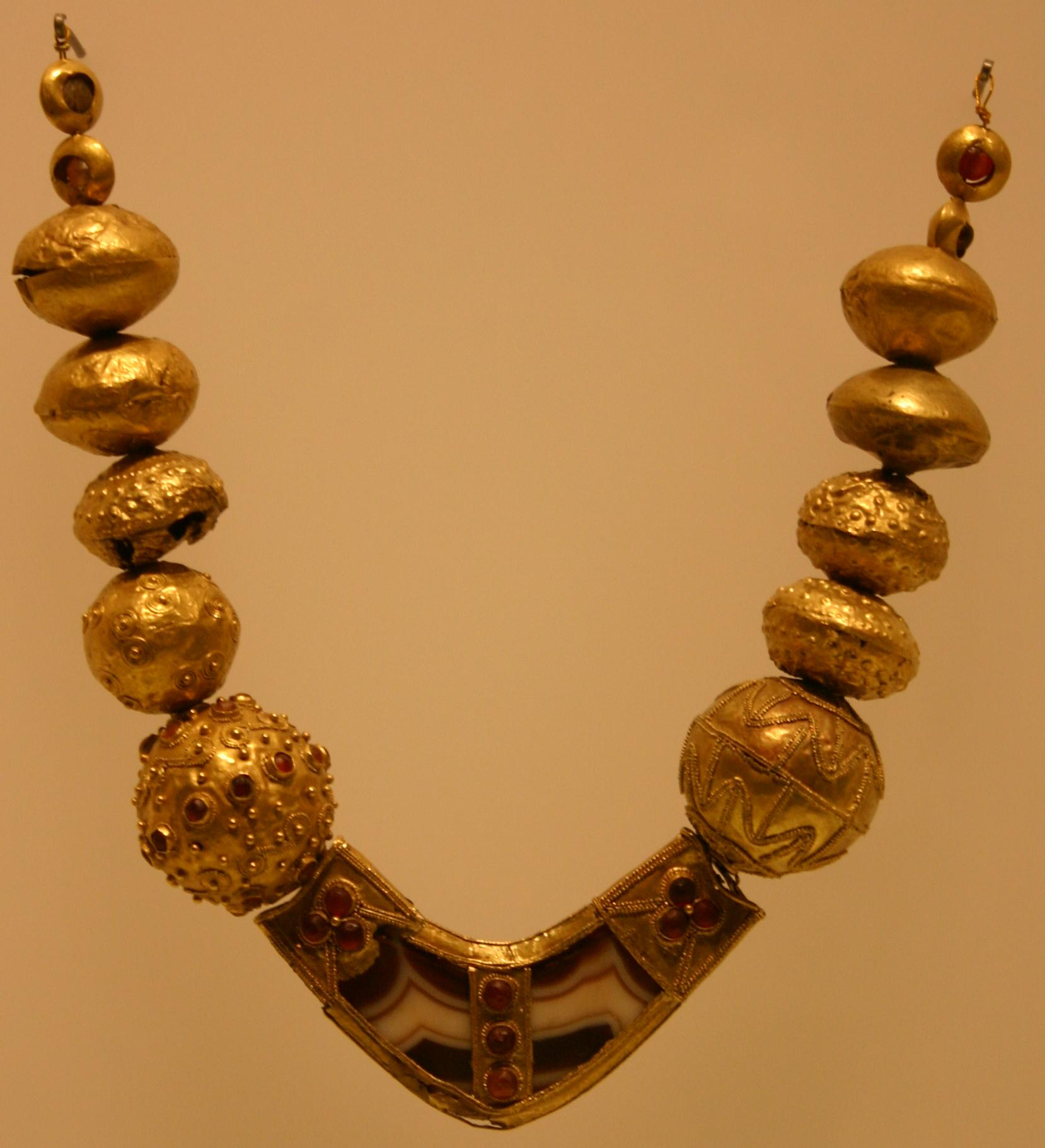
Collaret d'or, Museu Nacional de Geòrgia
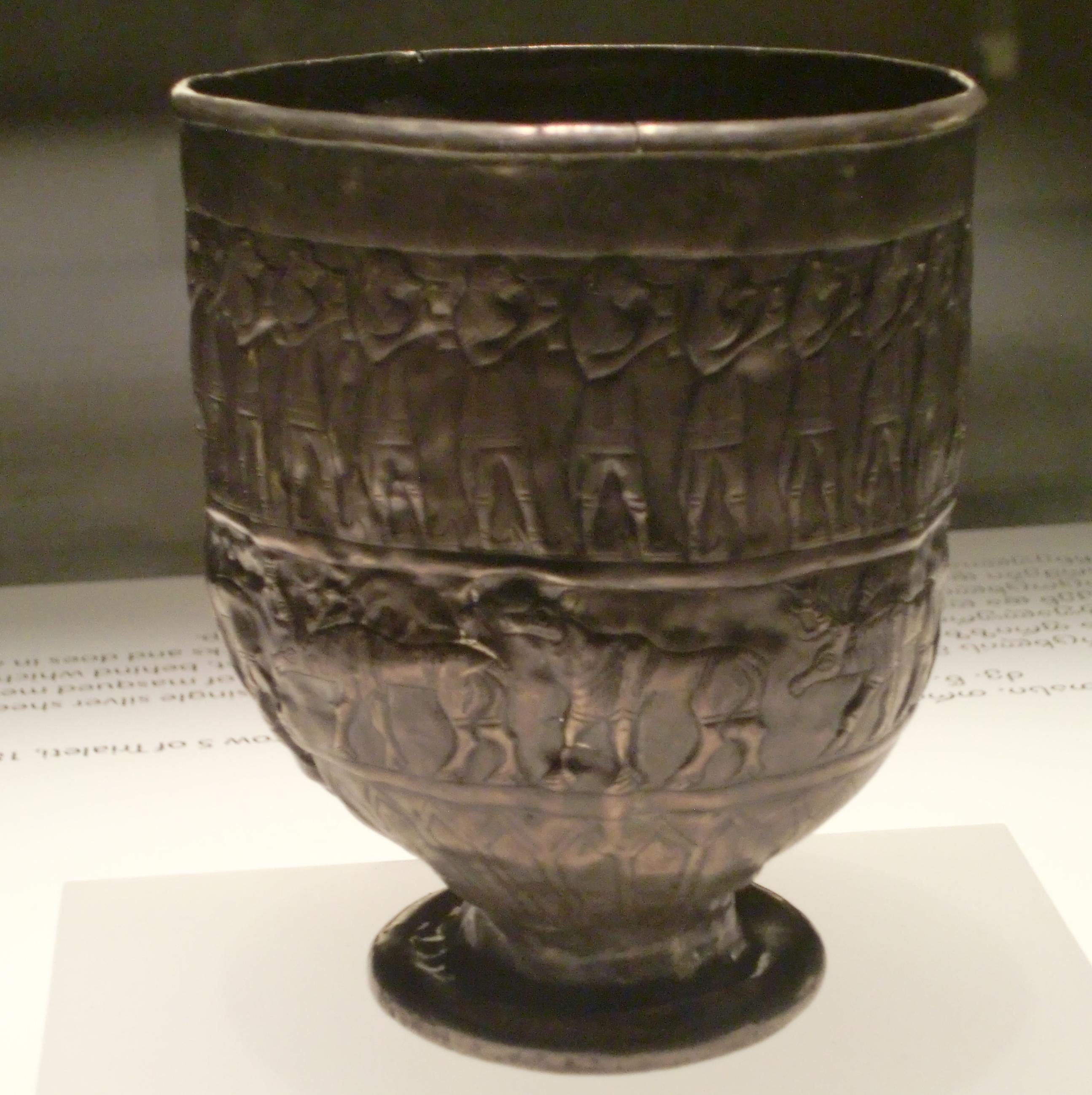
Copa d'argent, Museu Nacional de Geòrgia